# Mastrus rufulus
Mastrus rufulus là một loài tò vò trong họ Ichneumonidae.